# پیتر فارل (بازیکن فوتبال، زاده ۱۹۵۷)
پیتر فارل (انگلیسی: Peter Farrell؛ زادهٔ ۱۰ ژانویهٔ ۱۹۵۷) بازیکن فوتبال اهل بریتانیا است.
از باشگاه‌هایی که در آن بازی کرده‌است می‌توان به باشگاه فوتبال دونکستر راورز، باشگاه فوتبال کفلاویک، باشگاه فوتبال کرو آلکساندرا، باشگاه فوتبال بری، باشگاه فوتبال بارو، باشگاه فوتبال همیلتون آکادمیکال، باشگاه فوتبال روچدیل، باشگاه فوتبال آپوئل، باشگاه فوتبال گوتبورگ، باشگاه فوتبال پورت ویل، و باشگاه فوتبال شروزبری تاون اشاره کرد.